# Лавров, Кирилл Юрьевич
Кири́лл Ю́рьевич Лавро́в (15 сентября 1925, Ленинград, РСФСР, СССР — 27 апреля 2007, Санкт-Петербург, Россия) — советский и российский актёр и режиссёр театра и кино, общественный деятель. Герой Социалистического Труда (1985), народный артист СССР (1972), народный артист Украины (2003), лауреат Ленинской премии (1982), Государственной премии СССР (1978) и Государственной премии РСФСР имени братьев Васильевых (1974), кавалер ордена Ленина (1985).

## Биография

### Детство в Ленинграде
Кирилл Юрьевич Лавров родился 15 сентября 1925 года в Ленинграде. Был крещён в Иоанно-Богословском храме Леушинского подворья в Озерном переулке. Его дед, Сергей Васильевич Лавров (1873—1944), был директором гимназии Императорского Гуманитарного общества в Санкт-Петербурге. После Октябрьской революции 1917 года эмигрировал в Белград, там умер и был похоронен в 1944 году. Отец будущего артиста Юрий Лавров (1905—1980) поддерживал связь со своим отцом вплоть до 1934 года, когда связь прервалась из-за ужесточения репрессий в СССР. В 1979 году во время гастролей со спектаклем «Живые и мёртвые» Кирилл Юрьевич нашёл могилу деда с белым мраморным крестом, фотографией на нём и датами жизни «1873—1944».
Бабушка Кирилла Лаврова, Елизавета Акимовна Лаврова, отказалась эмигрировать и осталась в Петрограде с детьми, помогая Юрию Лаврову начать карьеру в Большом драматическом театре (БДТ). С 1919 по 1937 год Юрий Лавров служил в БДТ и других ленинградских театрах. Мать Кирилла Юрьевича — Ольга Ивановна Гудим-Левкович (1903—1967) — также была актрисой, работала в театре и на радио.
Семья Лавровых жила в Ленинграде до середины 1930-х годов. Кирилл Юрьевич учился во Второй полной средней школе Володарского (с 1940 года — Смольнинского) района. Сейчас это гимназия № 155 Центрального района. После убийства С. М. Кирова начались чистки и преследования антисоветской интеллигенции, был арестован и сослан в лагерь руководитель БДТ А. Д. Дикий. В то время Кирилл Юрьевич Лавров остался с бабушкой, а родители уехали в Киев, где впоследствии Юрий Лавров стал одним из ведущих артистов, а потом и художественным руководителем Киевского театра русской драмы имени Леси Украинки.

### Великая Отечественная война
Во время Великой Отечественной войны Кирилл Лавров был в эвакуации в Кировской области и Новосибирске, подростком работал в совхозе, токарем на заводе № 352 Наркомата боеприпасов. В начале 1943 года в возрасте 17 лет добровольцем ушёл в армию. Cлужил до 1950 года: в Астрахани окончил военную авиационную школу, затем пять лет служил техником в бомбардировочном полку на одном из Курильских островов (Итуруп), готовил к боевым вылетам пикирующие бомбардировщики «Пе-2». В армии участвовал в художественной самодеятельности, играл в любительских спектаклях.

### Театр в Киеве
Театрального образования Кирилл Лавров не имел, из-за войны даже не окончил школу и не имел аттестата зрелости, поэтому получил отказы при поступлении в московские театральные училища. После демобилизации, в 1950 году приехал к отцу в Киев и поступил на должность артиста-стажёра в труппу Киевского театра русской драмы имени Леси Украинки. В течение пяти лет под руководством отца осваивал актёрское мастерство, выходя на сцену вместе с ним в нескольких спектаклях. Особую помощь в его образовании и становлении как актёра оказал руководитель театра Константин Хохлов.

### БДТ в Ленинграде
Став художественным руководителем Большого драматического театра им. М. Горького, Хохлов в 1955 году пригласил в его труппу Кирилла Лаврова. К несчастью сотрудничество не продолжалось и года — 1 января 1956 года Хохлов скончался. В 1956 году театр возглавил Георгий Товстоногов, под руководством которого Лавров работал с 1956 по 1989 год, сыграл несколько десятков ролей, в том числе Молчалина в «Горе от ума», Солёного в «Трёх сёстрах», Нила в «Мещанах», Городничего в «Ревизоре», Астрова в «Дяде Ване».
В 1989 году — после смерти Георгия Товстоногова — стал художественным руководителем БДТ и руководил театром до конца своей жизни.

### Карьера в кино
Карьеру в кино начал в 1955 году с фильма «Васёк Трубачёв и его товарищи». Первую главную роль сыграл в фильме «Ссора в Лукашах» (1959), снятом на киностудии «Ленфильм».
Снимался в главных ролях в кинофильмах: «Верьте мне, люди» (1964), «Живые и мёртвые», «Долгая счастливая жизнь», «Возмездие»,  «Братья Карамазовы», «Нейтральные воды», «Укрощение огня», «Доверие», «Мой ласковый и нежный зверь», «Путешествие в другой город», «Стакан воды»,«Магистраль», «Свидание с молодостью», «Из жизни начальника уголовного розыска», «Колье Шарлотты», «Красная стрела», «Бандитский Петербург. Фильм 1. Барон» (телесериал), «Мастер и Маргарита».
Как режиссёр совместно с М. А. Ульяновым снял третью серию фильма «Братья Карамазовы» (первые две снимал И. А. Пырьев, но он скончался во время съёмок картины).

### Общественная деятельность

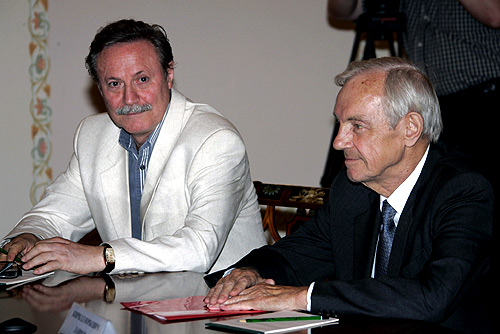
Художественные руководители театров — Юрий Соломин и Кирилл Лавров. 2005 год.

Кирилл Юрьевич Лавров был заметной политической фигурой в сфере культуры и искусства, активно участвовал в общественной жизни СССР и России. Депутат Совета Союза Верховного Совета СССР 10—11 созывов (1979—1989 годов) от Ленинграда, народный депутат СССР (1989—1991) от Союза театральных деятелей СССР. Член КПСС с 1946 года по 1991 год.
В сентябре 1993 года поддержал роспуск Съезда народных депутатов и Верховного Совета Российской Федерации.
Возглавлял Ленинградское отделение Всероссийского театрального общества с 1980 года и Союза театральных деятелей СССР (1986—1991 гг., вместе с О. Н. Ефремовым). В 1992 году избран президентом Международной конфедерации театральных союзов (вице-президент — О. Н. Ефремов). С 1992 по 2007 был членом Комиссии по науке, культуре, образованию и информации Межпарламентской Ассамблеи стран СНГ, членом Комитета по Государственным премиям при Президенте Российской Федерации.
Академик Национальной академии кинематографических искусств и наук России и Российской академии кинематографических искусств «Ника». В декабре 2000 года был среди деятелей культуры, осудивших возвращение к советскому гимну на музыку Александрова.

### Личная жизнь
С детства увлекался спортом. Имел 1-й юношеский разряд по гимнастике, прекрасно ходил на лыжах, в молодости умел фехтовать. Болел за футбольный клуб «Зенит» и много лет был капитаном футбольной команды БДТ. Собрал большую домашнюю библиотеку по истории России и Санкт-Петербурга.
Отец — Юрий Лавров (1905—1980), актёр театра и кино; народный артист СССР (1960). Мать — Ольга Гудим-Левкович (1903—1967), актриса, работала в театре и на радио.
Жена — Валентина Александровна Николаева (1928—2002), актриса.
Сын — Сергей Лавров (род. 1955), предприниматель.
Дочь — Мария Лаврова (род. 1965), актриса БДТ им. Г. А. Товстоногова.
Внучка — Ольга Семёнова (род. 1990), актриса Санкт-Петербургского ТЮЗа в 2011—2021 годах, с 2021 года в труппе БДТ.

### Болезнь и смерть

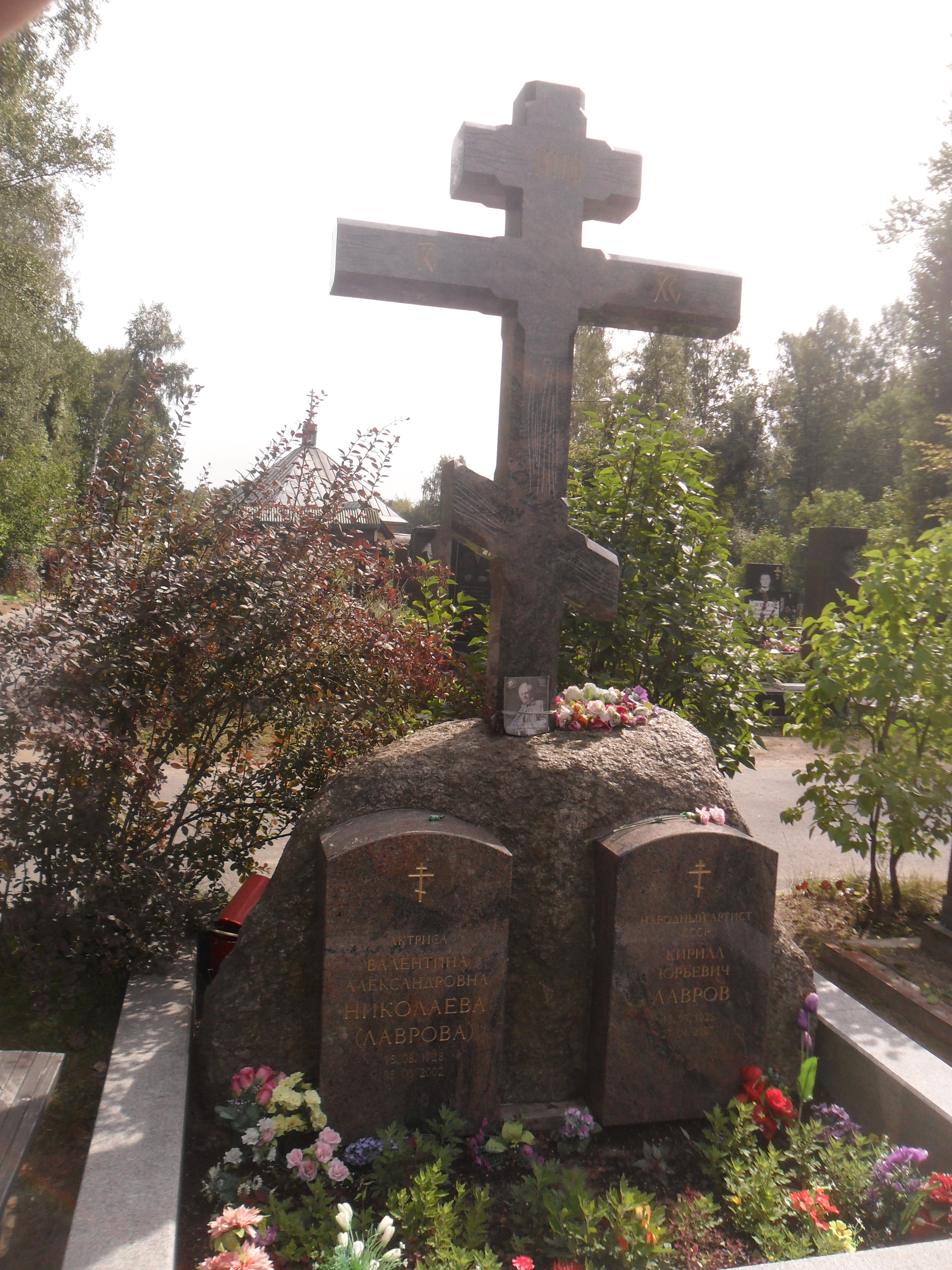
Могила Лаврова на Богословском кладбище Санкт-Петербурга.

27 сентября 2006 года был госпитализирован в клинику усовершенствования врачей при Военно-медицинской академии имени С. М. Кирова. По некоторым данным, врачи приняли решение о проведении срочной операции. Врач добавил, что здоровью актёра ничего не угрожает.
Скончался 27 апреля 2007 года на 82-м году жизни около 6 часов утра в Санкт-Петербурге от лейкемии в клинике трансплантации костного мозга Санкт-Петербургского государственного университета им. академика И. П. Павлова в один день с композитором Мстиславом Ростроповичем. Отпевание состоялось в храме Леушинского подворья.
Похоронен рядом с женой на Богословском кладбище в Санкт-Петербурге (уч. 31, Новая дорожка).
За 4 дня до своей смерти выразил соболезнования родственникам умершего первого президента России Б. Н. Ельцина.

## Творчество

### Роли в театре

#### Киевский театр русской драмы им. Леси Украинки(1950-1954)
- 1950 — «Живой труп» Л. Толстой — половой в трактире
- 1950 — «Директор» С. Алёшина — Курицын
- 1951 — «Враги» М. Горького — Греков
- 1952 — «Слуга двух господ» К. Гольдони — Сильвио
- 1952 — «Стрекоза» Н. Бараташвили — Сандро
- 1952 — «Новые времена» Г. Мдивани — Алексей
- 1952 — «Под золотым орлом» Я. Галана — Дуда
- 1952 — «К новому берегу» по В. Лацису — Жан
- 1953 — «Годы странствий» А. Арбузова — Тучков
- 1954 — «В добрый час!» В. Розова — Алексей

#### Большой драматический театр имени Г. А. Товстоногова(1955-2005)
- 1955 — «Периваньес и командор Оканьи» Л. де Веги — Бартоло
- 1956 — «Когда цветёт акация» Н. Винникова— Борис Прищепин
- 1956 — «Обрыв» по И. Гончарову — Викентьев
- 1956 — «Шестой этаж» А. Жери — Шарль, Жонваль
- 1957 — «В поисках радости» В. Розова — Геннадий
- 1957 — «Когда горит сердце» В. Гольдфельда по роману В. Кина «По ту сторону» — Безайс
- 1957 — «Метелица» В. Пановой — Коели
- 1958 — «Такая любовь» П. Когоута — Пётр Петрус
- 1959 — «Варвары» М. Горького — Степан Лукин[32]
- 1959 — «Пять вечеров» А. Володина— Слава[32]
- 1959 — «Трасса» И. Дворецкого — Николаев
- 1960 — «Гибель эскадры» А. Корнейчука — Паллада
- 1960 — «Верю в тебя» В. Коростылёва — Сергей
- 1960 — «Воспоминание о двух понедельниках» А. Миллера — Ларри
- 1960 — «Иркутская история» А. Арбузова — Сергей Серёгин
- 1961 — «Океан» А. Штейна — Платонов
- 1961 — «Четвёртый» К. Симонова — Чарльз Говард
- 1962 — «Горе от ума» А. Грибоедова — Молчалин
- 1964 — «Поднятая целина» по М. Шолохову — Давыдов[32]
- 1965 — «Три сестры» А. П. Чехова — Солёный
- 1966 — «Мещане» М. Горького. Режиссёр: Георгий Товстоногов — Нил[32][33]
- 1966 — «Сколько лет, сколько зим!» В. Пановой — Бакченин[32]
- 1967 — «Правду! Ничего, кроме правды!!!» Д. Аля — лицо от театра[33]
- 1969 — «С вечера до полудня» B. Розова — Ким
- 1970 — «Защитник Ульянов» М. Еремина, Л. Виноградова — В. И. Ульянов
- 1972 — «Ревизор» Н. Гоголя — городничий
- 1974 — «Прошлым летом в Чулимске» А. Вампилова — Шаманов
- 1974 — «Три мешка сорной пшеницы» В. Тендрякова — Евгений Тулупов
- 1974 — «Энергичные люди» В. Шукшина — Курносый
- 1975 — «Протокол одного заседания» А. Гельмана — Соломахин
- 1976 — «Молодая хозяйка Нискавуори» Х. Вуолийоки — Юхани Нискавуори
- 1977 — «Тихий Дон» по М. Шолохову — Пётр Мелихов[32]
- 1978 — «Эмигрант из Брисбена» Ж. Шеаде — Пикалюга
- 1980 — «Перечитывая заново». Сценическая композиция Г. Товстоногова и Д. Шварц по произведениям А. Корнейчука, Н. Погодина, М. Шатрова, В. Логинова — В. И. Ленин
- 1982 — «Дядя Ваня» А. Чехова — Астров[33]
- 1985 — «Рядовые» А. Дударева — Дугин[33]
- 1986 — «Последний посетитель» В. Дозорцева — Казмин
- 1987 — «На дне» М. Горького — Костылёв
- 1990 — «Коварство и любовь» Ф. Шиллера — президент фон Вальтер
- 1991 — «Ревизор» Н. В. Гоголя (капитальное возобновление) — городничий
- 1992 — «Под вязами» Ю. О’Нила — Эфраим Кэбот
- 1994 — «Последние» М. Горького — Иван Коломийцев
- 1995 — «Макбет» У. Шекспира — король Дункан
- 1997 — «Солнечная ночь» Н. Думбадзе — Артаваз
- 1999 — «Борис Годунов» А. Пушкина — Пимен
- 2000 — «Перед заходом солнца» Г. Гауптмана — Маттиас Клаузен[33]
- 2005 — «Квартет» Р. Харвуда — Реджинальд Пэджет

### Телеспектакли
- 1957 — Дорогой бессмертия — Мирек
- 1960 — Третья, патетическая — Валерик
- 1961 — Журавлиные перья — Йохйо
- 1961 — Коллеги — Максимов
- 1964 — Мильон терзаний
- 1966 — Театральные встречи БДТ в Москве
- 1969 — Правду! Ничего, кроме правды! — от театра
- 1970 — Срочно требуются седые волосы — Гущин
- 1971 — Мещане — Нил Васильевич
- 1972 — Ревизор. Сцены из спектакля — Антон Антонович Сквозник-Дмухановский
- 1973 — Хроника одной репетиции — Городничий
- 1981 — Дело Артамоновых — Пётр Ильич Артамонов
- 1984 — Убийце — Гонкуровская премия — Макс Бари
- 1985 — Рядовые — Дугин
- 1986 — БДТ тридцать лет спустя — городничий
- 1986 — Дядя Ваня. Сцены из деревенской жизни — Астров
- 1987 — О, Мельпомена! — Светловидов
- 2007 — Перед заходом солнца — Маттиас Клаузен

### Фильмография
- 1955 — Васёк Трубачёв и его товарищи — каменщик
- 1955 — Звёзды на крыльях — курсант военно-морского училища лётчиков
- 1955 — Максим Перепелица — армейский фотокорреспондент (в титрах не указан)
- 1955 — Пути и судьбы — эпизод
- 1956 — Медовый месяц — Кирилл Дроздов, выпускник мединститута
- 1957 — Его время придёт — Вольдемар
- 1957 — Навстречу песне (короткометражный) — Лёша Кораблёв
- 1958 — Андрейка — Виктор Звонков
- 1958 — В дни Октября — Вася
- 1959 — Повесть о молодожёнах — Александр Синицын, лётчик
- 1959 — Ссора в Лукашах — лейтенант Костя Ласточкин
- 1960 — Домой — Фёдор
- 1960 — Девчонка, с которой я дружил — Григорий Стрельцов
- 1962 — С вечера до утра (короткометражный) — Гриша
- 1962 — Женихи и Ножи — Пашка
- 1964 — Верьте мне, люди — Алексей Лапин
- 1964 — Живые и мёртвые — Синцов
- 1965 — Залп «Авроры» — комиссар Белышев
- 1965 — Новогодний календарь
- 1966 — Долгая счастливая жизнь — Виктор
- 1967 — Возмездие — Иван Синцов
- 1968 — Братья Карамазовы — Иван Карамазов
- 1968 — Наши знакомые — Леонид Скворцов
- 1968 — Нейтральные воды — командир корабля Бурмин
- 1968 — Штрихи к портрету В. И. Ленина — Каюров
- 1969 — Чайковский — Владислав Альбертович Пахульский
- 1970 — Любовь Яровая — матрос Швандя
- 1971 — Ход белой королевы — Степан Чудинов
- 1972 — Укрощение огня — Башкирцев
- 1974 — Океан — Миничев
- 1974 — Ещё не вечер — Андрей Андреевич Павлов
- 1974 — Повесть о человеческом сердце — Олег Капитонович Сомов, лётчик-испытатель, муж поэтессы Майи Ольхиной
- 1976 — Доверие — В. И. Ленин
- 1976 — Обычный месяц — Греков
- 1977 — Обратная связь — Владимир Борисович Окунев
- 1978 — Объяснение в любви — Гладышев
- 1978 — Встречи — Николай, Аркадий Галечкий, отец
- 1978 — Мой ласковый и нежный зверь — граф Алексей Юрьевич Карнеев
- 1978 — Соль земли — Максим Строгов
- 1978 — Ярославна, королева Франции — Ярослав Мудрый
- 1979 — Путешествие в другой город — Сергей Кириллов
- 1979 — Стакан воды — лорд Болингброк
- 1979 — Так и будет — Дмитрий Савельев
- 1981 — 20 декабря — В. И. Ленин
- 1981 — На Гранатовых островах — журналист Фредди Кларк
- 1982 — Вот опять окно… — Павел Георгиевич Сафонов
- 1982 — Каракумы, 45 в тени — Кирилл Юрьевич Самарин
- 1982 — Магистраль — Константин Андреевич Уржумов
- 1982 — Свидание с молодостью — Пётр Семёнович Поляков, директор крупного завода
- 1983 — Эхо дальнего взрыва — Дмитрий Павлович Кошелев
- 1983 — Из жизни начальника уголовного розыска — полковник Малыч Иван Константинович
- 1983 — Пробуждение
- 1984 — Колье Шарлотты — Владимир Владимирович Серёгин
- 1984 — Преферанс по пятницам — Георгий Сухобоков
- 1985 — Три процента риска — Евгений Фетисов
- 1985 — Голубые города — ведущий
- 1985 — Слушать в отсеках — командующий флотом
- 1985 — С юбилеем подождём — Виктор Никитич Ткачук
- 1985 — Тайная прогулка — Валерий Степанович
- 1986 — Встречи в субботний вечер (короткометражный)
- 1986 — Красная стрела — Кропотов
- 1988 — Благородный разбойник Владимир Дубровский — Андрей Дубровский
- 1988 — Запретная зона — Неклёсов
- 1988 — Хлеб — имя существительное — Шабатин
- 1991 — Исчадие ада — генерал-губернатор, Великий князь
- 1991 — Шкура — Павел Петрович Бахмуцкий, директор зоопарка
- 1997 — Шизофрения — Олег Петрович
- 1998 — Горько! — дедушка жениха
- 2000 — Нежный возраст — дед Ивана Громова
- 2000 — Убойная сила — Михаил Иванович
- 2000 — Бандитский Петербург. Фильм 1. Барон — Юрий Александрович Михеев («Барон»), вор в законе (1-я — 2-я серии:) (умер во 2-й серии)
- 2002 — Улицы разбитых фонарей. Менты-4 (серия «Настройщик») — Михаил Михайлович Гуров
- 2002—2009 — Разведённые мосты — Пал Палыч
- 2005 — Всё золото мира — Пал Палыч
- 2005 — Казароза — Осипов в старости
- 2005 — Мастер и Маргарита — Понтий Пилат, прокуратор Иудеи
- 2007 — Ленинград — Михаил, диктор блокадного радио

### Озвучивание
- 1961 — Обманутые
- 1963 — Улица Ньютона, дом 1 — Тимофей Сувернев (роль Ю. Г. Ильенко)
- 1967 — Итальянец в Америке — Джузеппе (роль А. Сорди)
- 1976 — Соната над озером — Рудольф (роль Г. А. Цилинского)
- 1979 — Ранняя ржавчина — прокурор Страуюпс (роль Г. А. Цилинского)
- 1980 — Два дня из жизни Виктора Кингисеппа — Ленин (закадровый голос)
- 1980 — Зеркало треснуло — Джейсон Радд (роль Р. Хадсона)
- 1983 — Африканец
- 1983 — Каменистый путь — господин Улпе (роль Э. К. Павулса)
- 1983 — Обыкновенная история (фильм-спектакль) — от автора
- 1985 — Золото «Зенита» — читает текст
- 2003 — Личная жизнь Валентины Терешковой (документальный) — текст за кадром

### Участие в фильмах
- 1967 — Весна театра (документальный)
- 1972 — Прежде всего — театр (документальный)
- 1977 — Любите ли вы театр? (документальный)
- 1978 — Иван Пырьев (документальный)
- 1982 — Этот час волшебный (документальный)
- 1982 — Правда великого народа (документальный) — ведущий
- 1983 — Г. Товстоногов. Сцена и зал… (документальный)
- 1984 — Стратегия победы (фильм № 8 «Дороги жизни») (документальный) — очевидец
- 1985 — Золото «Зенита» (документальный)
- 1988 — Жить, думать, чувствовать, любить… (документальный)
- 1995 — Алексей Глазырин (из цикла телепрограмм канала ОРТ «Чтобы помнили») (документальный)
- 1995 — Юрий Демич (из цикла телепрограмм канала ОРТ «Чтобы помнили») (документальный)
- 1997 — Вожди (документальный)
- 1998 — Ефим Копелян (из цикла телепрограмм канала ОРТ «Чтобы помнили») (документальный)
- 2003 — Явление Мастера. Георгий Товстоногов (документальный)
- 2005 — Сибирская сага Виктора Трегубовича (документальный)
- 2006 — Антонина Шуранова. В живых сердцах оставить свет… (документальный)
- 2006 — Георгий Товстоногов (из цикла передач телеканала ДТВ «Как уходили кумиры») (документальный)
- 2007 — Евгений Лебедев. Неистовый лицедей (документальный)
- 2007 — Иная судьба Павла Луспекаева (из документального цикла «Острова»)

## Память
- В январе 2000 года имя «Кирилл Лавров» присвоено малой планете 6764 — 6764 Kirillavrov, открытой Крымской обсерваторией 7 октября 1981 года.
- Имя актёра носит танкер ледового класса «Кирилл Лавров»[34].
- Установлена памятная доска на доме № 1 по Мичуринской улице в Санкт-Петербурге. Текст: «В этом доме с 1967 по 2007 год жил народный артист СССР, почётный гражданин Санкт-Петербурга Кирилл Юрьевич ЛАВРОВ»[35].
- Кирилл Лавров в кадре из фильма «Живые и мёртвые» изображён на почтовой марке СССР 1966 года.

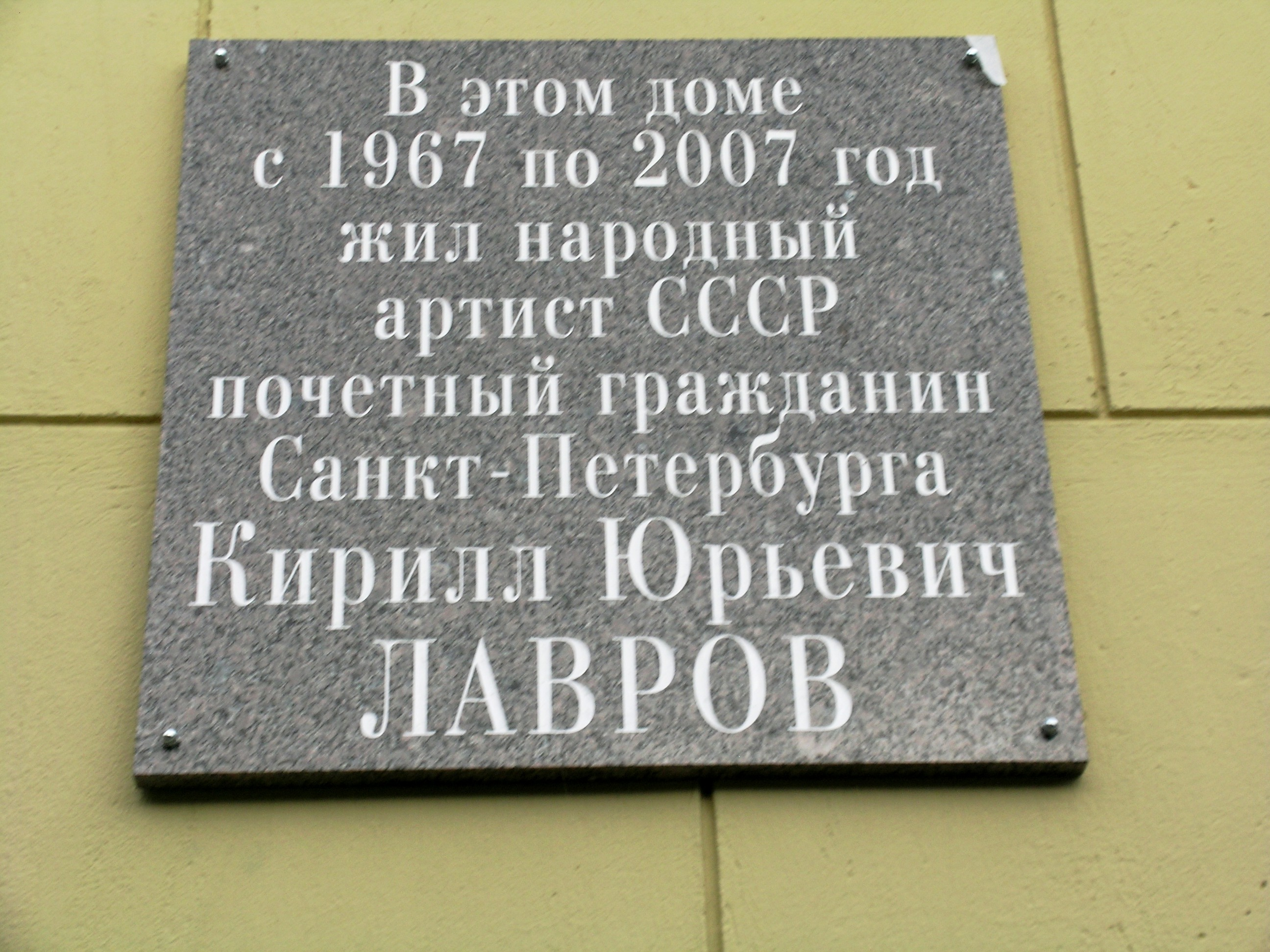
Памятная доска. Открыта к 85-летию Кирилла Лаврова
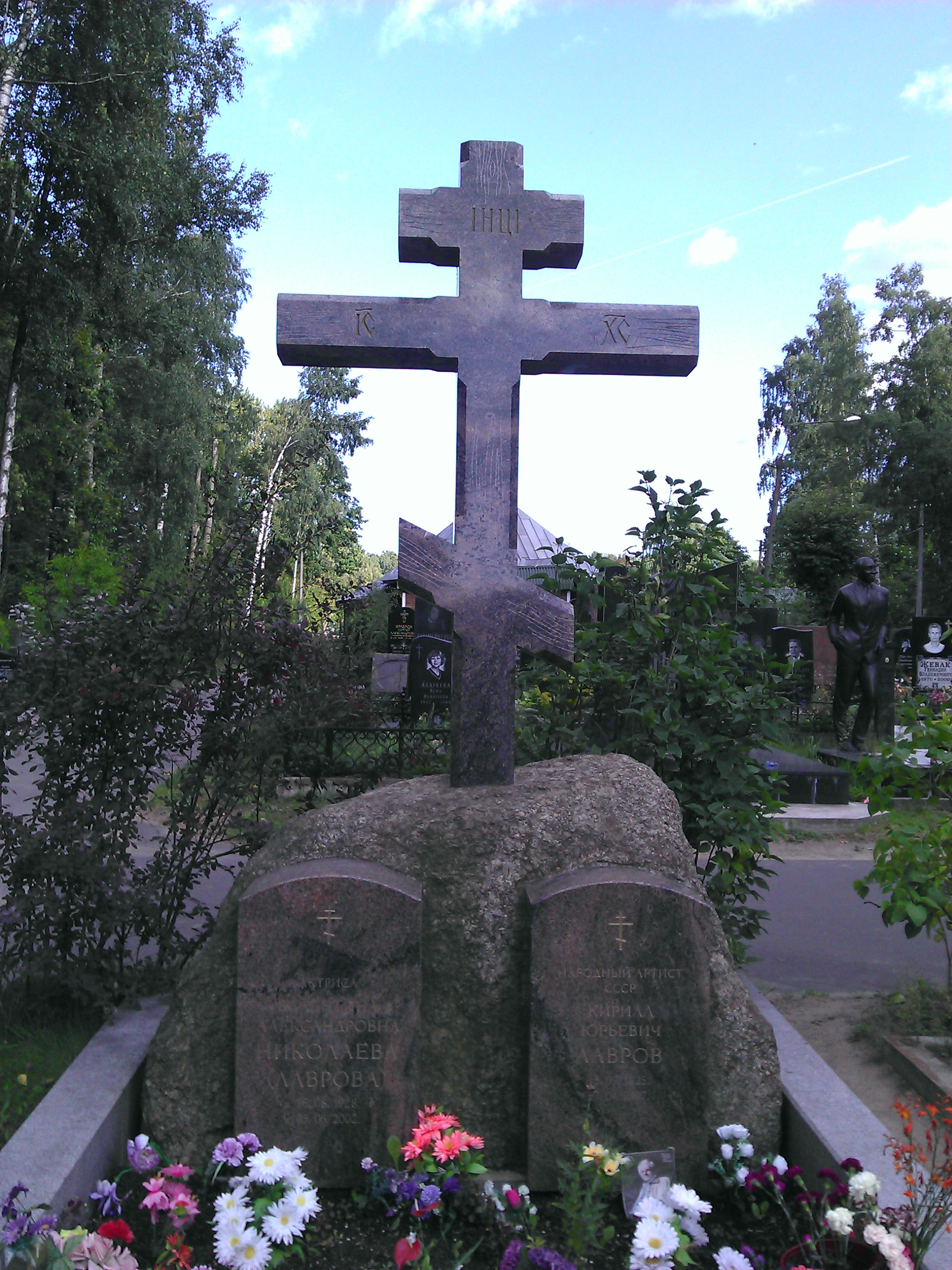
Надгробный памятник на могиле Кирилла Лаврова и его супруги на Богословском кладбище
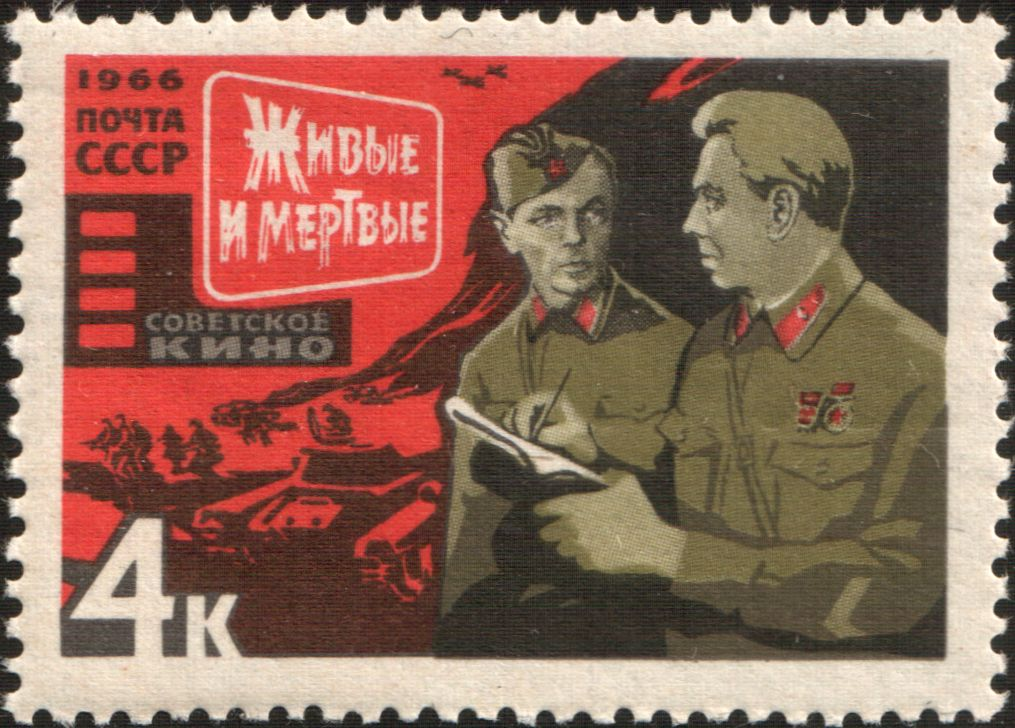
Марка Почты СССР, 1966 год. Кадр из х/ф «Живые и мёртвые»

## Адреса

### В Петербурге
С 1925 по 1941 год.
- Озерный переулок, дом 2[36][37].

С 1967 по 2007 год.
- Мичуринская улица, дом 1[38].

### В Киеве
С 1950 по 1955 год.
- Улица Богдана Хмельницкого, 5, Национальный академический драматический театр имени Леси Украинки.

## Награды и звания
- Герой Социалистического Труда (13 сентября 1985) — за большие заслуги в развитии советского театрального искусства[39]
- Заслуженный артист РСФСР (8 июля 1963) — за заслуги в области советского театрального искусства[40].
- Народный артист РСФСР (26 июня 1969) — за заслуги в области советского театрального искусства[41].
- Народный артист СССР (11 августа 1972) — за большие заслуги в развитии советского театрального искусства[42]
- Народный артист Украины (15 мая 2003) — за весомый личный вклад в развитие сотрудничества между Украиной и Российской Федерацией в социально-экономической и гуманитарной сферах[43][44]
- Заслуженный деятель искусств Автономной Республики Крым (3 июля 2001) — за значительный личный вклад в развитие культуры и искусства, высокое профессиональное мастерство, большую организаторскую работу по проведению III Международного Фестиваля античной драмы «Боспорские агоны» (г. Керчь)[45]
- Ленинская премия (1982) — за исполнение роли В. И. Ленина в спектакле «Перечитывая заново…» (1980) на сцене ЛБАДТ имени М. Горького
- Государственная премия СССР (1978) — за спектакль «Тихий Дон» по М. А. Шолохову, поставленный на сцене ЛБАДТ имени М. Горького (1977)
- Государственная премия РСФСР имени братьев Васильевых (1974) — за исполнение роли Андрея Ильича Башкирцева в фильме «Укрощение огня» (1972)
- Премия Президента Российской Федерации в области литературы и искусства 1997 года (15 декабря 1997)[46]
- Орден «За заслуги перед Отечеством» II степени (2 сентября 2005) — за выдающийся вклад в развитие театрального искусства и многолетнюю творческую деятельность[47][48]
- Орден «За заслуги перед Отечеством» III степени (13 сентября 2000) — за большой личный вклад в развитие театрального искусства[49][50]
- Орден «За заслуги перед Отечеством» IV степени (5 августа 1995) — за заслуги перед государством и многолетнюю плодотворную деятельность в области искусства и культуры[51]
- Орден Ленина (1985)
- Орден Октябрьской Революции (1971)
- Орден Трудового Красного Знамени (17 сентября 1975) — за заслуги в развитии советского искусства, активную общественную деятельность и в связи с пятидесятилетием со дня рождения[52]
- Орден Отечественной войны II степени (1985)
- Орден «Знак Почёта» (1967)
- Медаль «В ознаменование 100-летия со дня рождения Владимира Ильича Ленина» (1970)
- Медаль «За победу над Германией в Великой Отечественной войне 1941—1945 гг.» (1945)
- Медаль «За победу над Японией» (1945)
- Медаль «За доблестный труд в Великой Отечественной войне 1941—1945 гг.»
- Медаль «30 лет Советской Армии и Флота» (1948)
- Медаль «20 лет Победы в Великой Отечественной войне 1941-1945 гг.» (1965)
- Медаль «30 лет Победы в Великой Отечественной войне 1941-1945 гг.» (1975)
- Медаль «Сорок лет победы в Великой Отечественной войне 1941—1945 гг.» (1985)
- Медаль «50 лет Победы в Великой Отечественной войне 1941-1945 гг.» (1995)
- Медаль «60 лет Победы в Великой Отечественной войне 1941—1945 гг.» (2005)
- Медаль «50 лет Вооружённых Сил СССР» (1968)
- Медаль «60 лет Вооружённых Сил СССР» (1978)
- Медаль «70 лет Вооружённых Сил СССР» (1988)
- Медаль «Ветеран труда»
- Медаль «В память 300-летия Санкт-Петербурга»
- Медаль «30 лет Победы над милитаристской Японией» (МНР)
- Специальный приз Президента Российской Федерации «За выдающийся вклад в развитие российского кино» (12 июня 2000)[53]
- Благодарность Президента Российской Федерации (30 июня 2006) — за активное участие в подготовке и проведении Первого форума творческой и научной интеллигенции государств — участников Содружества Независимых Государств, состоявшегося в г. Москве 14-15 апреля 2006 г.[54].
- Почётная грамота Правительства Российской Федерации (14 сентября 2000) — за большой личный вклад в развитие отечественного сценического искусства, многолетнний плодотворный труд и в связи с 75-летием со дня рождения[55][56]
- Грамота Совета глав государств Содружества Независимых Государств (1 июня 2001) — за активную работу по укреплению и развитию Содружества Независимых Государств[57]
- Почётная грамота президента Якутии (2007)[58]
- Премия Правительства Санкт-Петербурга в области литературы, искусства и архитектуры[59]
- Почётный диплом Законодательного Собрания Санкт-Петербурга (28 июня 2000) — за заслуги в деле культурного развития Санкт-Петербурга и в связи с 75-летием со дня рождения[60]
- Премия КГБ СССР (1983)
- Премия МВД СССР «За создание образов сотрудников правоохранительных органов в кино» (1984)
- Кинопремия «Золотой овен» в номинации «Человек кинематографического года» (1995)
- Почётный знак «Общественное признание» (1998)
- Премия «Золотая маска» в номинации «За честь и достоинство» (1999)
- Почётное звание «Человек года» (1999) с занесением в Книгу почёта и чести Северо-Запада России.
- Международная Премия Станиславского (Международный Фонд К. С. Станиславского, 2000)[61] — «За выдающийся вклад в развитие русского театра»
- Премия деловых кругов «Кумир» в номинации «За высокое служение искусству» (2002)
- Театральная премия Санкт-Петербурга «Золотой софит» по итогам сезона 1999—2000 в номинации «Актёр года» (за роль Маттиаса Клаузена в спектакле «Перед заходом солнца»)
- Театральная премия Санкт-Петербурга «Золотой софит» (2006) — «За мастерство и совершенство»
- Царскосельская художественная премия (2004)
- Международная премия Андрея Первозванного «За веру и верность»
- Международная премия «Балтийская звезда» (2007)[62]
- VI Всесоюзный кинофестиваль в Алма-Ате (1973, Премия за лучшую мужскую роль, фильм «Укрощение огня»)[63].
- Высшая Российская общественная награда — знак ордена святого Александра Невского «За труды и Отечество»[64]
- Почётный доктор СПбГУП (1999)
- Почётный гражданин Санкт-Петербурга (1995)
- Золотая медаль «Театральный деятель»[азерб.] (2005, Союз театральных деятелей Азербайджана)

|                                                                                    |                                               |                                                 |                                                               |
| Алексей Баталов, Михаил Ульянов, Кирилл Лавров и Владимир Путин 1 марта 2000 года. | В. В. Путин и К. Ю. Лавров 26 июля 2000 года. | В. В. Путин и К. Ю. Лавров 7 октября 2005 года. | К. Ю. Лавров, В. В. Путин, В. Садовничий 14 апреля 2006 года. |